# Epidendrum oaxacanum
Epidendrum oaxacanum är en orkidéart som beskrevs av Robert Allen Rolfe. Epidendrum oaxacanum ingår i släktet Epidendrum och familjen orkidéer. Inga underarter finns listade i Catalogue of Life.